# Obelisco di Arles
L'obelisco di Arles è un obelisco monolitico anepigrafico, di origine romana, eretto al centro di Place de la République, ad Arles.

## Posizione
L'obelisco di Arles si trova al centro di Place de la République, di fronte all'municipio, alla chiesa di Saint-Trophime e alla Chiesa di Sant'Anna.
È classificato monumento storico nell'elenco dei monumenti storici protetti nel 1840. Dal 1981 è nel perimetro dei monumenti romani e romanici di Arles della lista del patrimonio mondiale dell'UNESCO.

## Descrizione

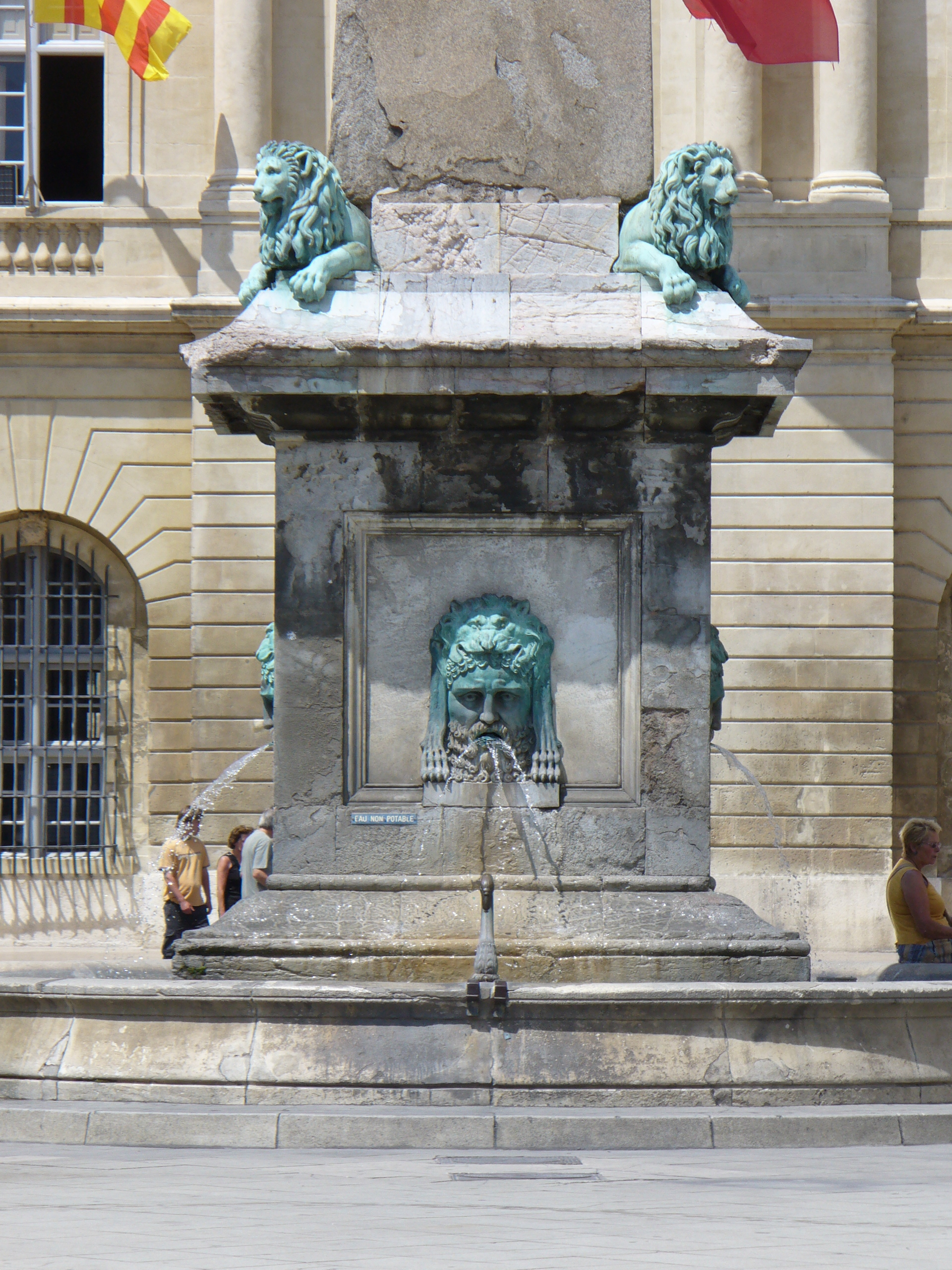
L'attuale base, con sculture di Antoine Laurent Dantan.

Questo obelisco, di forma molto affusolata, rispetto ad altri obelischi di epoca romana o precedenti, non è in alcun modo egizio. Il granito rosso di cui è composto suggerisce un'origine in Asia Minore, probabilmente dalla Troade (regione di Troia). È del tutto privo di iscrizioni, anche romane. La sua altezza, compresa la base, è di circa 20 metri.

## Cronologia
L'obelisco fu eretto sotto l'imperatore Costantino, nel IV secolo, al centro della spina del circo romano di Arles, durante i lavori di trasformazione. Poi, dal VI secolo, venne abbandonato, crollò o venne abbattuto e si frantumò in due parti.
Fu riscoperto nel 1389 e mostrato a ospiti illustri. Enrico IV pensò di collocarlo al centro dell'anfiteatro (Arena di Arles).
Fu sotto Luigi XIV che finalmente venne deciso il suo destino: i consoli decisero di erigerlo in Place Royale (oggi Place de la République), di fronte al nuovo municipio, "per la maggior gloria del re Luigi XIV ". Il fusto fu quindi trasportato dal luogo di origine, mentre la punta (circa 4 metri) da piazza Antonelle, dove fungeva da panchina.
Venne piazzato su un piedistallo in pietra e, il 26 marzo 1676, vennero incisi, sulle facce del piedistallo, quattro testi latini in gloria di Luigi XIV e la punta venne posta sul fusto dell'obelisco, presto sormontata da un globo di bronzo e da un sole. Questi ornamenti della sommità cambiarono con i tempi e i regimi politici: durante la Rivoluzione, il sole venne sostituito da un berretto frigio; sotto l'Impero l'aquila andò a sostituire il berretto; sotto Luigi Filippo, il gallo sostituì l'aquila e successivamente il sole reale venne rimesso al suo posto. Nel 1866 gli ornamenti sulla punta furono definitivamente tolti e sostituiti da un discretissimo piramidone in bronzo.
Lo zoccolo è stato decorato, nel XIX secolo, con dei leoni in bronzo, modellati da Antoine Laurent Dantan.

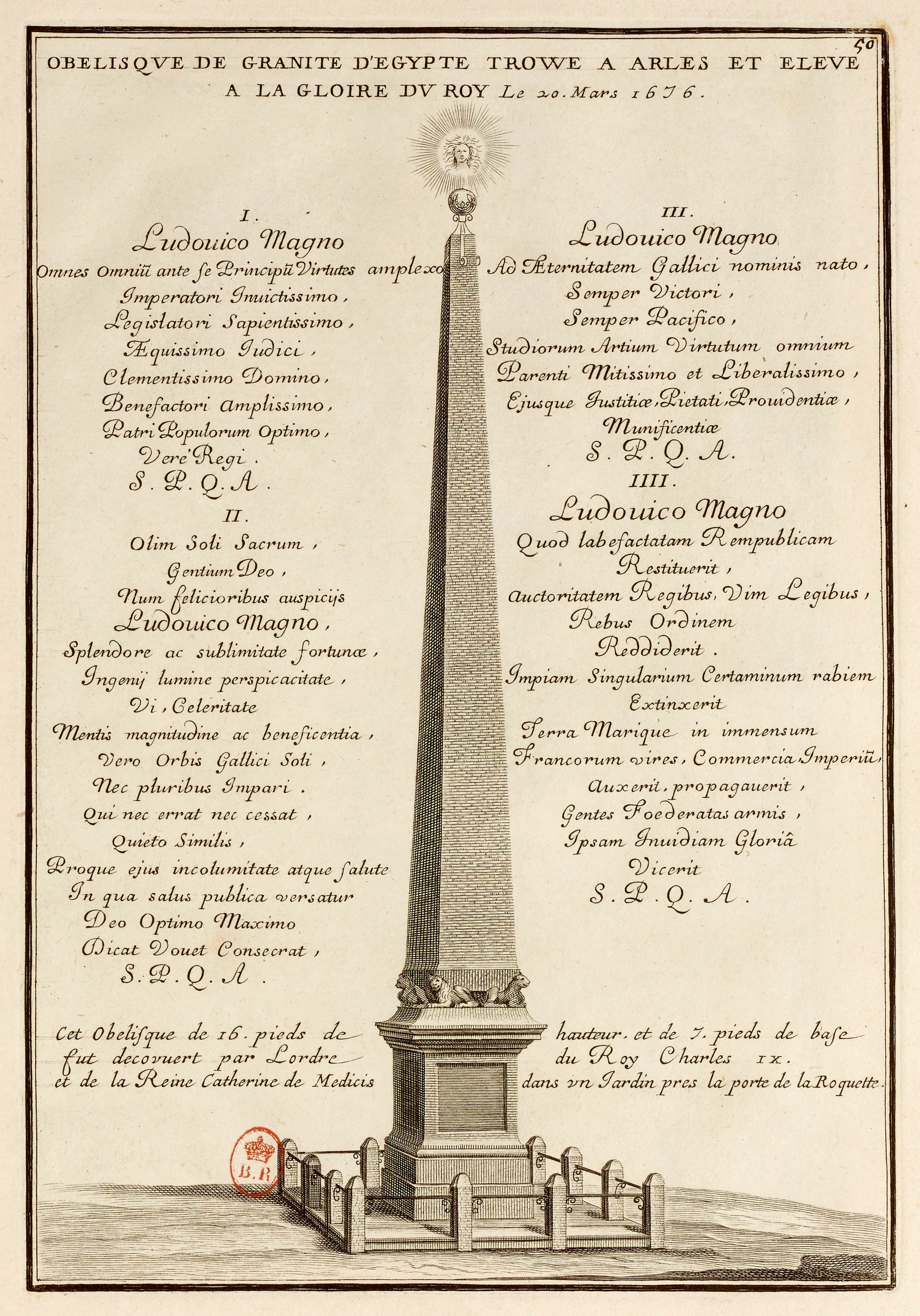
L'obelisco, incisione di Claude-François Ménestrier, 1689.